# Hugh Thomas (jinete)
Hugh Thomas (Londres, 29 de febrero de 1948) es un jinete británico que compitió en la modalidad de concurso completo. Ganó una medalla de bronce en el Campeonato Mundial de Concurso Completo de 1974, en la prueba individual.

## Palmarés internacional
| Campeonato Mundial | Campeonato Mundial     | Campeonato Mundial | Campeonato Mundial |
| Año                | Lugar                  | Medalla            | Categoría          |
| ------------------ | ---------------------- | ------------------ | ------------------ |
| 1974               | Burghley (Reino Unido) | Medalla de bronce  | Individual         |